# Carlos Anaya
Carlos Anaya y López-Camelo (San Pedro, Provincia de Buenos Aires, 4 de noviembre de 1777 — Montevideo, 18 de junio de 1862), militar, historiador y político uruguayo de origen bonaerense. Presidente de la República (interino) entre 1834 y 1835, en su calidad de presidente del Senado.

## Biografía
En 1797 se radicó en la Banda Oriental. Adherente a la Revolución Oriental iniciada en 1811, participó como oficial en el Combate de San José y la Batalla de Las Piedras. Se unió al sitio de Montevideo y participó en la Batalla de Cerrito.
Fue uno de los diputados del Congreso de Tres Cruces y se identificaba con José Artigas, el fundador del federalismo en las Provincias Unidas del Río de la Plata. Fue uno de los autores de las instrucciones a los diputados orientales a la Asamblea del Año XIII, que provocaron la ruptura con el Directorio.
Figuró en la plana mayor del ejército de Artigas y participó también de la administración de la Provincia Oriental (1815 - 1817). Prisionero durante la Invasión Luso-Brasileña, fue pronto liberado. A principios de 1820, después de la derrota en la Batalla de Tacuarembó, pasó a la Provincia de Entre Ríos. Separado de Artigas, regresó a Buenos Aires, donde se dedicó a actividades comerciales.
En 1825 apoyó la Cruzada Libertadora de los Treinta y Tres Orientales dirigida por Juan Antonio Lavalleja contra el Imperio del Brasil. Fue uno diputados de la Asamblea de la Florida y fue el autor de la ley que anexaba la Provincia Oriental a las Provincias Unidas del Río de la Plata, independizándola del Brasil, el 25 de agosto de 1825. El gobernador Lavalleja lo nombró su ministro de hacienda.
Senador desde 1832 a 1838, y en su calidad de presidente del Senado, ejerció el Poder Ejecutivo interinamente entre la finalización del período de Fructuoso Rivera, el 24 de octubre de 1834, y la elección de Manuel Oribe, el 1 de marzo de 1835. Apoyó a este último durante su presidencia y se exilió en Buenos Aires en 1838. Residió en esa ciudad durante casi siete años. Regresó al Uruguay en 1845 y ejerció como presidente de la Cámara de Apelaciones del Gobierno del Cerrito durante el Sitio de Montevideo.
Se retiró definitivamente de toda actuación pública en 1851, y dejó escrita una Memoria biográfica y unas Apuntaciones históricas sobre la Revolución oriental.

### Gabinete de gobierno
| Ministerio                       | Nombre          | Período     |
| -------------------------------- | --------------- | ----------- |
| Gobierno y Relaciones Exteriores | Lucas José Obes | 1834 - 1835 |
| Hacienda                         | Lucas José Obes | 1834 - 1835 |
| Guerra y Marina                  | Manuel Oribe    | 1834 - 1835 |